# جورج مكنمارا (لاعب كرة قاعدة)
جورج مكنمارا (بالإنجليزية: George McNamara)‏ هو لاعب كرة قاعدة أمريكي، ولد في 11 يناير 1901، وتوفي في 12 يونيو 1990.